# Unikameralizm
     państwa z parlamentami dwuizbowymi
     państwa z jednoizbowym parlamentem i organem doradczym
     państwa z parlamentami jednoizbowymi
     brak parlamentu

państwa z parlamentami dwuizbowymi
państwa z jednoizbowym parlamentem i organem doradczym
państwa z parlamentami jednoizbowymi
brak parlamentu

Unikameralizm (jednoizbowość) – element ustroju politycznego, polegający na istnieniu jednej izby w parlamencie danego państwa.
Unikameralizm jest przeważnie domeną krajów małych i unitarnych, gdzie nie występuje społeczna potrzeba istnienia drugiej izby parlamentu, będącej np. reprezentantem podmiotów składowych państwa. Nie znajdują się one przeważnie w ustrojach państw względnie nowych (bez tradycji parlamentaryzmu) na tle starych państw bikameralnych. Takie rozwiązanie występuje na przykład w państwach bałtyckich (na Litwie, Łotwie i w Estonii), w Danii, Finlandii, Islandii, Izraelu, Nowej Zelandii, Portugalii, Szwecji (tu izba wyższa została zniesiona w latach 70. XX wieku), Norwegii, Turcji oraz Wenezueli.